# آندره مارینر
آندره مارینر (انگلیسی: Andre Marriner؛ زادهٔ ۱ ژانویهٔ ۱۹۷۱) یک داور فوتبال اهل انگلستان است.
وی داوری را از دهه ۱۹۹۰ شروع کرده و در سال ۲۰۰۵ به قضاوت در لیگ برتر فوتبال انگلستان مشغول شده و از سال ۲۰۰۹ وارد فهرست داوری فیفا شده است.

## قضاوت‌های مهم
- جام خیریه انگلستان ۲۰۱۰
- فینال جام حذفی فوتبال انگلستان ۲۰۱۳
- فینال جام اتحادیه فوتبال انگلستان ۲۰۱۷